# Tachibana (Fukuoka)
Tachibana (jap. 立花町 Tachibana-machi) war eine Gemeinde im Landkreis Yame in der Präfektur Fukuoka, Japan. Am 1. Februar 2010 vereinigte sie sich mit Kurogi, Hoshino und Yabe zur Gemeinde Yame. Die Nachfolgeortsteile haben Tachibana-machi als Präfix im Namen.